# Tiago Abravanel
Tiago Donato Abravanel Corte Gomes (São Paulo, 21 de outubro de 1987) é um ator, cantor, dublador, radialista, empresário e apresentador de televisão brasileiro.
Vindo de uma família de artistas, Tiago é filho da diretora de teatro e proprietária do Teatro Imprensa pertencente ao Grupo Silvio Santos, Cintia Abravanel, e neto do apresentador de televisão e empresário Silvio Santos.

## Biografia
Tiago iniciou sua carreira como ator em 2004 aos 17 anos, na peça teatral TeenBroadway. Posteriormente, atuou em diversas outras peças, como Avoar, Aroma do Tempo, O Gato Malhado e a Andorinha Sinhá e Pinóquio, entre outras. Em 2007, integrou o elenco do musical Miss Saigon – onde atuou também como engenheiro – e, durante os anos de 2009 e 2010, atuou no aclamado musical Hairspray sob direção de Miguel Falabella.
Em 2011, estreou na televisão com o personagem Davi, na novela do SBT Amor e Revolução de Tiago Santiago. No mesmo ano, interpretou Tim Maia no musical Tim Maia - Vale Tudo baseado no livro de Nelson Motta, sendo elogiado pela crítica. Em 2012, é convidado pela autora Glória Perez – uma das espectadoras do musical Tim Maia - Vale Tudo e uma fã de Tiago – para atuar na novela da TV Globo Salve Jorge, de autoria dela. A estreia nas novelas rendeu-lhe em 2012 o troféu da categoria 'Revelação' no Melhores do Ano do Domingão do Faustão.
Tiago iniciou o curso de Rádio e TV na Universidade Anhembi Morumbi, mas o sucesso na carreira impediu-o de formar-se. Além da dublagem do protagonista da animação Detona Ralph, iniciou uma carreira musical. Em agosto de 2014, lançou seu primeiro single e videoclipe de trabalho, "Eclético" e, no mesmo dia, participou em Nova York do show de Ivete Sangalo no festival Brazilian Day. Uma turnê promocional começou em outubro no Vivo Rio, no Rio de Janeiro.
Em 2015, Tiago participou da série da TV Globo Chapa Quente como o cabeleireiro Fran; em junho de 2017, estreou como apresentador do programa "Papo de Almoço" na Rádio Globo.
Em 2019, voltou ao SBT como apresentador do reality gastronômico Famílias Frente a Frente.
Em 2022, entrou para a 22ª temporada do reality show Big Brother Brasil. O ator desistiu do programa no 42º dia.
Em 2024 produziu, dirigiu e protagonizou o musical da Broadway Hairspray, no papel de Edna Turnblad.

## Vida pessoal
O ator é filho de Paulo César Corte Gomes e Cintia Abravanel, primeira filha de Silvio Santos com sua primeira esposa Maria Aparecida Vieira Abravanel, falecida em 1977. Também é sobrinho de Silvia Abravanel, Daniela Beyruti, Patrícia Abravanel, Rebeca Abravanel e Renata Abravanel. É filho do meio e tem duas irmãs, Vivian Abravanel e Lígia Gomes Abravanel. Por parte de seu avô Senor Abravanel (Silvio Santos), Tiago é descendente de judeus sefarditas vindos da Grécia e da Turquia.
Desde 2016, mantém um relacionamento amoroso com o produtor visual do SBT Fernando Poli, a quem considerava como marido, vindo a se casar oficialmente com ele em 2022.

## Filmografia

### Televisão
| Ano           | Título                   | Personagem                | Notas                          |
| ------------- | ------------------------ | ------------------------- | ------------------------------ |
| 2011          | Amor e Revolução         | Davi                      |                                |
| 2012–presente | Teleton                  | Apresentador              |                                |
| 2012-13       | Salve Jorge              | Demir Khalid              |                                |
| 2013          | Dança dos Famosos        | Participante (3° lugar)   | Temporada 10                   |
| 2013-14       | Joia Rara                | Odilon Mascarenhas        |                                |
| 2015–16       | Chapa Quente             | Francelino Lima (Fran)    |                                |
| 2017          | Popstar                  | Apresentador              |                                |
| 2017          | Vai que cola             | Rogynei                   | Episódio: "O Rival de Murundu" |
| 2017          | Pega Pega                | Bóris                     |                                |
| 2018          | Show dos Famosos         | Participante (3° lugar)   | Temporada 2                    |
| 2019          | Famílias Frente a Frente | Apresentador              |                                |
| 2020          | As Aventuras de Poliana  | Sr. Gigantoso             |                                |
| 2021          | Dança dos Famosos        | Participante (6° lugar)   | Temporada 18                   |
| 2022          | Big Brother Brasil       | Participante (Desistente) | Temporada 22                   |
| 2022          | Queen Stars Brasil       | Jurado                    |                                |
| 2023          | No Corre                 | Matias Carneiro           | Episódio: "Tropa Do Asfalto"   |
| 2024          | Geração Chiquititas      | Apresentador              | Especial de fim de ano         |

### Cinema
| Ano  | Título                 | Personagem  | Nota           |
| ---- | ---------------------- | ----------- | -------------- |
| 2010 | Ao Meu Pai Com Carinho | Gordo       | Curta-metragem |
| 2013 | Crô: O Filme           | Juiz de paz |                |
| 2016 | Amor em Sampa          | Raduan      |                |
| 2017 | Altas Expectativas     | Thiago      |                |

### Dublagem
| Ano  | Título                            | Personagem |
| ---- | --------------------------------- | ---------- |
| 2012 | Detona Ralph                      | Ralph      |
| 2016 | Mogli: O Menino Lobo              | Rei Louie  |
| 2016 | Pets: A Vida Secreta dos Bichos   | Duke       |
| 2018 | WiFi Ralph                        | Ralph      |
| 2019 | Pets: A Vida Secreta dos Bichos 2 | Duke       |

## Teatro
| Ano     | Peça                                              |
| ------- | ------------------------------------------------- |
| 2004    | TeenBroadway                                      |
| 2005    | Avoar                                             |
| 2006    | A Sessão da Tarde ou Você não soube me amar       |
| 2007    | Miss Saigon                                       |
| 2009–10 | Hairspray                                         |
| 2011    | Tim Maia - Vale Tudo                              |
| 2015    | Deu Branco                                        |
| 2015–16 | Meu Amigo, Charlie Brown - Um Musical da Broadway |
| 2018    | A Pequena Sereia                                  |
| 2022-23 | Anastasia - O Musical                             |
| 2024    | Hairspray                                         |

## Discografia
| Ano  | Título   | Videoclipe |
| ---- | -------- | ---------- |
| 2014 | Eclético | Sim        |

## Prêmios e indicações
| Ano  | Prêmio                           | Categoria                           | Trabalho indicado     | Resultado |
| ---- | -------------------------------- | ----------------------------------- | --------------------- | --------- |
| 2011 | Prêmio Qualidade Brasil          | Melhor Ator Musical                 | Tim Maia - Vale Tudo  | Venceu    |
| 2011 | Prêmio APTR                      | Ator Protagonista                   | Tim Maia - Vale Tudo  | Indicado  |
| 2012 | Prêmio Quem de Teatro            | Melhor Ator de Teatro               | Tim Maia - Vale Tudo  | Indicado  |
| 2012 | Prêmio Cenym de Teatro           | Melhor Ator                         | Tim Maia - Vale Tudo  | Venceu    |
| 2012 | Melhores do Ano                  | Ator Revelação                      | Salve Jorge           | Venceu    |
| 2013 | Prêmio Contigo! de TV            | Revelação                           | Salve Jorge           | Indicado  |
| 2013 | Prêmio Extra de Televisão        | Melhor Ator Revelação               | Salve Jorge           | Indicado  |
| 2013 | Prêmio Quem de Televisão         | Melhor Ator Coadjuvante             | Salve Jorge           | Indicado  |
| 2014 | Troféu Internet                  | Revelação                           | Salve Jorge           | Indicado  |
| 2022 | Poc Awards                       | Reality                             | Big Brother Brasil 22 | Indicado  |
| 2023 | Prêmio Bibi Ferreira             | Melhor Ator Coadjuvante em Musicais | Anastasia, O Musical  | Indicado  |
| 2023 | Prêmio Destaque Imprensa Digital | Melhor Ator Coadjuvante             | Anastasia, O Musical  | Pendente  |